# جرالد فولر
جرالد جی. فولر (به انگلیسی: Gerald G. Fuller) (متولد ۱۹۵۳) مهندس شیمی آمریکایی/کانادایی است. وی حائز منصب استاد تمامی فلچر جونز ۲ در رشته مهندسی شیمی در دانشگاه استنفورد است.
فولر مدرک دکترای خود در رشته مهندسی شیمی را در سال ۱۹۸۰ از دانشگاه کلتک دریافت کرد. هم‌چنین فولر از اعضای مرکز تحقیقات سطوح مشترک پلیمری و ترکیبات مولکولی (سی‌پی‌آی‌اِم‌اِی)، عضو مهمان دانشگاه کالیفرنیا و عضو شرکت آی‌بی‌اِم به شمار می‌رود. دلیل عمده شهرت فولر تحقیقات وی در زمینه رئولوژی سطوح مشترک سیالات مرکب است. عمده فعالیت‌های پژوهشی که در چارچوب آزمایشگاه تحقیقاتی فولر در دانشگاه استنفورد در حال انجام است، مربوط به مهندسی بافت می‌شود. از این گذشته، فولر دارای تألیفات متعددی در قالب کتاب و مقالات پژوهشی است و معروف‌ترین اثر وی «رئومتری نوری سیالات مرکب» نام دارد.